# Hotel Ruanda
Hotel Ruanda (v izvirniku Hotel Rwanda) je film iz leta 2004 o hotelirju Paulu Rusesabagini, ki je med ruandskim genocidom leta 1994, ko je bilo pobitih 1.000.000 ljudi, rešil dobrih tisoč ljudi s tem da jim je ponudil zavetje v svojem hotelu.
Gre za ameriško-britansko-italijansko-južnoafriško koprodukcijo, ki jo je režiral Irski režiser Terry George.
Film je bil nominiran za tri Oskarje: za najboljšo glavno vlogo, najboljšo stransko žensko vlogo in najboljši izvirni scenarij.